# Драща Вас
Драща Вас (словен. Drašča vas) — поселення в общині Жужемберк, регіон Південно-Східна Словенія, Словенія. Висота над рівнем моря: 252,1 м.